# Julia Stinshoff
Julia Stinshoff (Bonn, 27 dicembre 1974) è un'attrice tedesca, conosciuta in Italia per il ruolo di Susanna von Landitz, ricoperto in Squadra Speciale Cobra 11 - Sezione 2 (spin off della fortunata serie d'azione poliziesca della RTL).

## Biografia
Stinshoff iniziò i suoi studi di anglistica, filosofia e religione comparata, ma abbandonò il college. Dal 1997 al 1999 ha frequentato la Stage School di Amburgo e le lezioni di recitazione di Johanna Brix. Successivamente ha studiato psicologia all'Università di Brema fino a quando si è trasferita a Colonia. Nella seconda metà degli anni novanta incomincia l'attività di attrice.

## Carriera
Ha iniziato la sua carriera di attrice con il ruolo del capo della polizia Susanna von Landlitz nella serie d'azione di RTL Squadra Speciale Cobra 11 - Sezione 2 e la sua partecipazione alla serie comica Ladykracher su Sat.1. Ha ricevuto diversi premi comici per quest'ultimo ruolo. Successivamente ha lanciato la sua serie Krista su RTL e ha recitato in numerosi film di eventi RTL, tra cui Crazy Race (per il quale è stata nominata per il Deutscher Comedypreis come migliore attrice) e Allarme squalo a Maiorca. Ha anche recitato in altri ruoli sempre su SAT.1, in particolare in Ama la vita (nomina per il Festival della Rosa d'oro).
Dopo alcune esibizioni di canto e lettura sul palco con Roger Willemsen, ha attirato un pubblico più vasto grazie ai suoi ruoli in commedie televisive, tra cui Un appuntamento per la vita (ZDF) e Proposta di matrimonio con ostacoli (ARD). Inoltre, è stata l'attrice principale nella serie comica di ZDF Dora Heldt (Urlaub mit Papa / Tante Inge haut ab) dal 2009.
Inoltre, Stinshoff ha recitato nel programma per bambini NDR Sesame Street e ha interpretato il ruolo del capo della polizia Sophie Radetzki nella serie thriller del lunedì sera della ZDF I morti senza alibi.
Dal 2001 interpreta vari ruoli, spesso da protagonista in varie serie (ad es. Il principe e la fanciulla e film per la tv di produzione tedesca).
Nel 2004 è stata, assieme a Johannes Brandrup, protagonista di: Ricomincio da capo (apparso anche nella tv italiana), remake tedesco dell'omonimo film hollywoodiano del 1993.

## Vita privata
Julia Stinshoff viveva con Leander Lichti, con il quale aveva una relazione dal 2010, e i loro gemelli ad Amburgo. Nel dicembre 2020 la separazione è diventata pubblica.